# 埃爾登鎮區 (北達科他州迪基縣)
埃爾登鎮區（英語：Elden Township）是位於美國北達科他州迪基縣的一個鎮區。

## 地方資料
埃爾登鎮區的面積為93.65平方千米，皆為陸地。根據2020年美國人口普查的數據，當地共有人口68人，而人口密度為每平方千米0.73人。